# Qatar Masters 2014
De Qatar Masters 2014 - officieel de Commercial Bank Qatar Masters 2014 - was de 17de editie van de Qatar Masters. Het toernooi maakte deel uit van de Europese PGA Tour 2014 en liep van 22 tot en met 25 januari 2014. Het toernooi vond plaats op de Doha Golf Club in Doha en het totale prijzengeld van het toernooi bedroeg $ 2.500.000, waarvan de winnaar ruim € 310.000 kreeg.
Titelverdediger was Chris Wood die in 2013, het toernooi won met 18 slagen onder par.

## Verslag

### 9-holes match
Het toernooi heeft voor drie jaar een nieuwe sponsor gevonden, die tijdens het toernooi een kids-zone zal inrichten. QAFCO is in Qatar bekend als mede-sponsor van het ATP-toernooi van Doha. Ook zullen op de maandag voor het toernooi zes jonge Qatari spelers en drie pro's, Jason Dufner, Sergio García en Henrik Stenson, een 8-holes texas-scramble spelen. De sponsors willen op deze manier de jeugd een onvergetelijke ervaring meegeven. Winnaar was het team van Sergio García, hij speelde met de 15-jarige Sami Al Qush en de 13-jarige Abdulrahman Al Naimi, twee leden van het nationale jaugdteam.
Daren Clarke heeft zich voor het toernooi startte wegens een blessure teruggetrokken. Dit zou zijn 500ste toernooi op de Europese Tour geweest zijn.

### Ronde 1
Steve Webster werd de eerste speler ooit die een toernooi op de Europese Tour met een albatros begon. Hij maakte een 2 op hole 10, zijn eerste hole, een par 5 van 501 meter. Zijn tweede slag sloeg hij met een houten 5. Hij eindigde met Dawie van der Walt achter George Coetzee, die een bogey-vrije ronde van 64 maakte en aan de leiding ging.

### Ronde 2
Dertig spelers kwamen binnen met een score onder de 70. Er werden veel birdies gemaakt en slechts drie eagles. exclusief de hole-in-one van Brandon Stone op hole 13. Rookie Johan Carlsson maakte een ronde van 65 en eindigde op de 3de plaats naast Steve Webster en Matthew Baldwin.

### Ronde 3
De 21-jarige Franse rookie Adrien Saddier stond na zeven holes al op -6 en eindigde zijn bogeyvrije ronde op -8, gelijk aan het toernooirecord.

### Ronde 4
Het was wederom een toernooi dat in een play-off eindigde, ditmaal tussen Sergia García en Mikko Ilonen, die de laatste ronde in resp. 65 en 66 slagen speelden. De play-off was op hole 18, een par 5. Twee keer maakten beide spelers een birdie, de derde keer kwam Ilonen in de bunker naast de green waarna hij een par maakte. García won met een birdie. Het was zijn 11de overwinning op de Tour.
| Naam               | R2D | OWGR | Score R1 | Score R1 | Nr  | Score R2 | Score R2 | Totaal | Nr  | Score R3 | Score R3 | Totaal | Nr  | Score R4 | Score R4 | Totaal | Nr  |
| ------------------ | --- | ---- | -------- | -------- | --- | -------- | -------- | ------ | --- | -------- | -------- | ------ | --- | -------- | -------- | ------ | --- |
| Sergio García      | 5   | 11   | 71       | -1       | T   | 67       | -5       | -6     | T   | 69       | -3       | -9     | T8  | 65       | -7       | -16    | 1   |
| Mikko Ilonen       | 66  | 91   | 68       | -4       | T   | 67       | -5       | -9     | T   | 71       | -1       | -10    | T6  | 66       | -6       | -16    | 2   |
| Rafa Cabrera Bello | 34  | 111  | 66       | -6       | T4  | 65       | -7       | -13    | 1   | 73       | +1       | -12    | T1  | 69       | -3       | -15    | 3   |
| George Coetzee     | 36  | 77   | 64       | -8       | 1   | 69       | -3       | -11    | 2   | 73       | +1       | -10    | T6  | 68       | -4       | -14    | T5  |
| Steve Webster      | 93  | 205  | 65       | -7       | T2  | 69       | -3       | -10    | T3  | 70       | -2       | -12    | T1  | 70       | -2       | -14    | T5  |
| Dawie van der Walt | 10  | 193  | 65       | -7       | T2  | 72       | par      | -7     | T16 | 70       | -2       | -9     | T8  | 68       | -4       | -13    | T9  |
| Adrien Saddier     | 69  | 720  | 70       | -2       | T43 | 71       | -1       | -3     | T46 | 64       | -8       | -11    | T2  | 73       | +1       | -10    | T16 |
| Robert-Jan Derksen | 66  | 230  | 70       | -2       | T43 | 72       | par      | -2     | T57 | 73       | +1       | -1     | T57 | 68       | -4       | -5     | T43 |
| Daan Huizing       | 125 | 192  | 73       | +1       | T86 | 72       | par      | +1     | MC  |          |          |        |     |          |          |        |     |

| Leider |  | Toernooirecord |  | MC = missed cut = cut gemist |  | R2D |  | OWGR |

## Spelers
| - Thomas Aiken - Fredrik Andersson Hed - Kiradech Aphibarnrat - Matthew Baldwin - Seve Benson - Thomas Bjørn - Richard Bland - Kristoffer Broberg - Rafa Cabrera Bello - François Calmels - Michael Campbell - Jorge Campillo - Alejandro Cañizares - Johan Carlsson - Magnus A. Carlsson - George Coetzee - Marco Crespi - John Daly - Carlos Del Moral - Robert-Jan Derksen - Robert Dinwiddie - Chris Doak - Jack Doherty - Luke Donald - Bradley Dredge - Edouard Dubois - Jason Dufner - Simon Dyson - Ernie Els (2005) - Nacho Elvira - Niclas Fasth - Darren Fichardt - Oliver Fisher - Ross Fisher | - Tommy Fleetwood - Alastair Forsyth - Mark Foster - Marcus Fraser - Stephen Gallacher - Sergio García - Ricardo González - Branden Grace - Richard Green - Emiliano Grillo - John Hahn - JB Hansen - Søren Hansen - Peter Hanson - Andreas Hartø - Tyrrell Hatton - Grégory Havret - Scott Henry - Michael Hoey - Keith Horne - David Howell - Daan Huizing - Mikko Ilonen - Raphaël Jacquelin - Thongchai Jaidee - Jin Jeong - Miguel Ángel Jiménez - Roope Kakko - Shiv Kapur - Robert Karlsson - Martin Kaymer - Maximilian Kieffer - Sihwan Kim - Søren Kjeldsen - Brooks Koepka | - Mikko Korhonen - Jbe' Kruger - José Manuel Lara - Pablo Larrazábal - Paul Lawrie (1999, 2012) - Peter Lawrie - Craig Lee - Thomas Levet - Alexander Levy - Tom Lewis - José-Filipe Lima - Shane Lowry - Morten Ørum Madsen - Stuart Manley - Gareth Maybin - Paul McGinley - Damien McGrane - Jamie McLeary - Edoardo Molinari - James Morrison - Garth Mulroy - Matthew Nixon - José María Olazabal - Thorbjørn Olesen - Wade Ormsby - Adrian Otaegui - Hennie Otto - John Parry - Andrea Pavan - Eddie Pepperell - Julien Quesne - Alvaro Quiros - Victor Riu - Robert Rock - Brett Rumford | - Adrien Saddier - Ricardo Santos - Marcel Siem - Jeev Milkha Singh - Lee Slattery - Gary Stal - Henrik Stenson - Richard Sterne - Graeme Storm - Andy Sullivan - Simon Thornton - Peter Uihlein - Dawie Van der Walt - Simon Wakefield - Anthony Wall - Justin Walters - Paul Waring - Marc Warren - Romain Wattel - Steve Webster - Peter Whiteford - Bernd Wiesberger - Chris Wood - Fabrizio Zanotti Invitatie - Brandon Stone - Richard Finch - Joshua Thornton Amateurs - Ali Saleh Al Kaabi - Ali Al Shahrani - Dominic Foos - Max Williams |

2010 · 2011 · 2012 · 2013 · 2014
 South African Open Championship ·
 Alfred Dunhill Championship ·
 Nedbank Golf Challenge ·
 Hong Kong Open ·
 Nelson Mandela Championship ·
 Volvo Golf Champions ·
 Abu Dhabi Golf Championship ·
 Commercialbank Qatar Masters ·
 Dubai Desert Classic ·
 Joburg Open ·
 Africa Open ·
 WGC-Accenture Match Play Championship ·
 Tshwane Open ·
 WGC-Cadillac Championship ·
 Trophée Hassan II ·
 EurAsia Cup ·
 NH Collection Open ·
 The Masters ·
 Maybank Malaysian Open ·
 Volvo China Open ·
 The Championship at Laguna National ·
 Madeira Islands Open ·
 Open de España ·
 BMW PGA Championship ·
 Nordea Masters ·
 Lyoness Open ·
 US Open ·
 Iers Open ·
 BMW International Open ·
 Open de France ·
 Scottish Open ·
 The Open Championship ·
 M2M Russian Open ·
 WGC-Bridgestone Invitational ·
 US PGA Championship ·
 Made in Denmark ·
 D+D Real Czech Masters ·
 Italiaans Open ·
 European Masters ·
 KLM Open ·
 Wales Open ·
 Ryder Cup ·
 Alfred Dunhill Links Championship ·
 Portugal Masters ·
 Volvo World Match Play Championship ·
 Perth International ·
 BMW Masters ·
 WGC-HSBC Champions ·
 Turks Open ·
 Dubai World Championship